# پایگاه آب‌نشین دریاچه بروکس
پایگاه آب‌نشین دریاچه بروکس  (به انگلیسی: Lake Brooks Seaplane Base) یک فرودگاه همگانی است که یک باند فرود آب دارد و طول باند آن ۱۵۲۴ متر است. این فرودگاه در کشور ایالات متحده آمریکا قرار دارد و در ارتفاع ۱۱ متری از سطح دریا واقع شده‌است.